# Xysticus denisi
Xysticus denisi là một loài nhện trong họ Thomisidae.
Loài này thuộc chi Xysticus. Xysticus denisi được Ehrenfried Schenkel-Haas miêu tả năm 1963.